# Bercy metróállomás
A Bercy egy metróállomás Franciaországban, Párizsban a párizsi metró 6-os és 14-es metróvonalán. Tulajdonosa és üzemeltetője a RATP.

## Metróvonalak
Az állomást az alábbi metróvonalak érintik:
- 6-os metróvonal
- 14-es metróvonal

## Kapcsolódó állomások
A metróállomáshoz az alábbi állomások vannak a legközelebb:
- Quai de la Gare (Charles de Gaulle - Étoile, 6-os metróvonal)
- Dugommier (Nation, 6-os metróvonal)
- Gare de Lyon (Saint-Denis Pleyel, 14-es metróvonal)
- Cour Saint-Émilion (Aéroport d'Orly, 14-es metróvonal)